# Francisco Escolano Gómez
Francisco Escolano Gómez (Novelda, 13 de junio de 1901 – 11 de diciembre de 1962) fue un escritor español en lengua castellana, autor de libros de enseñanza secundaria como catedrático de Lengua y Literatura Españolas, investigador del patrimonio histórico-artístico de Baeza, abogado y Cronista Oficial de Novelda.

## Biografía
Después de cumplimentar el bachillerato se licencia en la Universidad de Madrid (condiscípulo y amigo de Dámaso Alonso), en cuya Facultad de Filosofía y Letras obtiene el premio extraordinario en 1922. Posteriormente, a la espera de la convocatoria de oposiciones a cátedra (suspendidas en ese momento) estudia Derecho por libre, contrae matrimonio en septiembre de 1927 e inicia recién casado su actividad docente como maestro en la pequeña localidad vasca de Arrieta (Vizcaya), donde imparte el curso 1927-1928. De regreso a Novelda trabaja, con la licenciatura en Derecho otorgada en Madrid en 1928, como pasante del abogado y político Antonio Mateo Quirant.  En 1929 nace su única hija, Elena Escolano (que casaría con el poeta y galerista Francisco Pastor Pérez), y es nombrado presidente de la Sociedad Cultural Casino de Novelda en 1931. También en 1931 es elegido diputado provincial como republicano independiente por el distrito electoral Novelda-Monóvar.
Al ser convocadas de nuevo oposiciones a cátedra, cesa en su cargo como diputado provincial y gana las de su especialidad en el Instituto de Enseñanza Secundaria “Santísima Trinidad” de Baeza (Jaén). El curso 1932-1933 es el primero de su etapa en esta ciudad andaluza como profesor de Lengua y Literatura españolas del Instituto ubicado en el edificio de la antigua Universidad de Baeza y donde entre 1912 y 1919 había sido profesor de francés el poeta Antonio Machado. Allí ejercita también la abogacía y le sorprende la Guerra Civil. Al término de la contienda fratricida es requerido por el gobernador civil de Jaén para ocupar la alcaldía de Baeza, cargo que, si bien no quiso aceptar en un principio, terminaría asumiendo entre 1939 y 1942 mientras continuaba con su labor en el Instituto. De su etapa baezana ha quedado una generosa producción literaria consistente en artículos y estudios sobre el patrimonio histórico y cultural de esta ciudad. Algunos de estos artículos supusieron un primer paso en la investigación de los diferentes aspectos objeto de su estudio y la mayoría vería la luz en diferentes publicaciones.
Para el curso 1942-1943 se traslada a Barcelona al haber sido designado catedrático de Lengua y Literatura españolas del Instituto "Menéndez y Pelayo". Comienza a publicar en las editoriales Barna y Ariel los libros de enseñanza secundaria que, a nivel estatal, iban a cubrir gran parte de los estudios de Lengua y Literatura españolas de la época. Desde la capital catalana sigue en contacto con los miembros de la tertulia literaria "El Dado Verde" de Novelda, con quienes mantiene una estrecha relación. De su pertenencia a este grupo surgiría la primera edición de alguna de sus obras en prosa y Lago dormido, su único volumen de versos. Los libros y artículos relacionados con su ciudad natal le valieron el nombramiento de Cronista de la Ciudad de Novelda por acuerdo plenario del ayuntamiento. En julio de ese año sería invitado a pronunciar un erudito pregón de fiestas de Novelda.
Su último destino profesional fue, tras solicitud de traslado a su tierra, el Instituto de Segunda Enseñanza de Alicante, tomando posesión de la cátedra de Lengua y Literatura Españolas el 31 de marzo de 1959. El centro cambiaría su denominación por la actual de Instituto de Educación Secundaria Jorge Juan por iniciativa de Escolano. El 25 de octubre de 1960, el BOE publica su nombramiento como vocal del Patronato del Centro Provincial Coordinador de Bibliotecas de Alicante, a propuesta del propio Patronato y tras el fallecimiento del vocal Francisco Figueras Pacheco, con el que Escolano guardaba ciertas semejanzas en su perfil. En este cargo, y como interventor del Instituto desde el 20 de marzo de 1961, estaría hasta su muerte. 
A causa de una enfermedad, no pudo comenzar el curso 1962-1963, falleciendo en diciembre de 1962 en su domicilio de la calle Emilio Castelar 16 (entonces llamada José Antonio) de Novelda. 
Las ciudades en las que más se volcó como escritor e investigador mantienen un homenaje a su labor en la nomenclatura del trazado urbano. La corporación municipal de Baeza impuso, por acuerdo plenario de fecha 31 de marzo de 1998, el nombre de una calle a Francisco Escolano Gómez "por el grato recuerdo que de la figura, trayectoria, dedicación y personalidad de D. Francisco Escolano se conserva en nuestra Ciudad, y para que las nuevas generaciones conozcan a aquellas personas que trabajaron por Baeza." Por su parte, el ayuntamiento de Novelda dedicó una calle a su cronista tras acuerdo plenario de 2 de febrero de 2006.
El Ayuntamiento de Alicante de 1925-1929, siendo alcalde Don Luís Mauricio, rindió justo homenaje a la memoria del profesor que fue de esta ciudad Don Francisco Escolano, rotulando con su nombre la calle del barrio de Benalúa, ahora perteneciente al barrio Alipark desde los años setenta del siglo XX.

## Obra variada
- Tierras vascas (inédito, 1928).
- Sólo porque no se olvide. Tertulia Literaria El Dado Verde (Novelda, 1956). 2ª edición: Edicions Locals (Novelda, 1998). Ilustrado con acuarelas del propio Francisco Escolano. ISBN 84-923771-0-0
- Lago dormido. Tertulia Literaria El Dado Verde (Novelda, 1957).
- Pregón de las fiestas de Novelda. Año 1958. Tertulia Literaria El Dado Verde (Novelda, 1959). Depósito legal: A.137-1959.
- La angustia en el amor mironiano (inédito). Conferencia pronunciada el 27 de mayo de 1960 en el Aula de Cultura de la Caja de Ahorros del Sureste de España.[13]

## Trabajos editados sobre Baeza
- La Custodia de la Catedral de Baeza. "Archivo Español de Arte y Arqueología" N.º 35. Centro de Estudios Históricos, 1936.

- Aportación al estudio de la Santa Iglesia Catedral de Baeza. "Cuadernos de arte", fascs. I y II. Publicaciones de la Facultad de Letras de la Universidad de Granada, 1938.

- Antonio Machado en Baeza. Artículo publicado en el semanario "El Español", 11 de noviembre de 1942.
- La iglesia de San Andrés de Baeza. "Cuadernos de arte". Publicaciones de la Facultad de Letras de la Universidad de Granada, 1944.
- Tablas sevillanas de San Andrés de Baeza. "Archivo Español de Arte" N.º 65. Consejo Superior de Investigaciones Científicas. Instituto Diego de Velázquez. Madrid, 1944.
- Documentos y noticias de la antigua Universidad de Baeza. "Hispania" N.º XVIII. Consejo Superior de Investigaciones Científicas. Madrid, 1945.
- Un púlpito en que predicó San Vicente Ferrer. "Cuadernos del Instituto de Estudios Alicantinos", junio de 1955.

## Trabajos inéditos sobre Baeza
- El románico andaluz en Baeza
- Noticia de pinturas murales de un retablo pintado por Antón Becerra en la iglesia de Santa Cruz de Baeza (Jaén)
- Nueva contribución al estudio de la Santa Iglesia Catedral de Baeza

## Libros de enseñanza de bachillerato
- Elementos de teoría literaria y de gramática histórica española. Cuarto curso del bachillerato, Editorial Barna. Barcelona, 1946.
- Gramática española. Primer curso, Volumen I : Texto. Editorial Barna. Barcelona, 1954.
- Lengua española. Primer curso (plan de 1957). Ediciones Ariel. Barcelona, 1958.
- Lengua española. Segundo curso (plan de 1957). Ediciones Ariel. Barcelona, 1958. Ilustrado por Rafael González Sáenz.
- Lengua Española. Tercer curso del bachillerato. Editorial Barna, Barcelona.
- Lengua y Literatura - Volumen II, Lecturas. Editorial Barna, Barcelona.
- Historia general de la literatura. Ediciones Ariel,  Barcelona, 1958.
- Teoría literaria. Cuarto curso (plan de 1957). Ediciones Ariel, Barcelona, 1960.
- Lengua española. Editorial Ariel, Barcelona, 1961.